# 脊髄小脳変性症1型
脊髄小脳変性症1型(Spinocerebellar ataxia type 1、SCA1)とは第6染色体短腕に位置するATXN1遺伝子内のCAGリピートが異常伸長により発症する常染色体優性の脊髄小脳変性症である。過去の分類法では遺伝性オリーブ橋小脳萎縮症、Menzel型遺伝性脊髄小脳変性症に該当し、Harding分類では視神経萎縮、外眼筋麻痺、認知症、筋萎縮、錐体外路症状を伴うADCAⅠに相当する疾患である。

## 歴史
SCA1は常染色体優性遺伝形式をとる小脳性運動失調症の中で最初に原因遺伝子座・遺伝子異常が同定された疾患である。遺伝性脊髄小脳変性症（hereditary spinocerebellar degeneration、HSCD）の発症機序・病因遺伝子探究のあゆみはSCA1からはじまったといえる。従来遺伝性オリーブ橋小脳萎縮症（olivopontocerebellar atrophy、OPCA）あるいはMenzel型HSCDとひとくくりにされていた中から北海道大学の矢倉らは第6染色体短腕上にあるHLAとの連鎖が想定される1家系を報告した。その後より大きな家系でこの連鎖が確認されマイクロサテライトマーカーを用いた連鎖解析が精力的に進められた。1993年ミネソタ大学のHarry T. Orrとベイラー大学のフーダ・ゾービらにより原因遺伝子ATXN1が発見された。ATXN1遺伝子内のCAGリピートが異常伸長が原因と判明しハンチントン病や球脊髄性筋萎縮症と同様のポリグルタミン病であることが明らかになった。

## 疫学
ADCAの頻度は創始者効果の影響をうけるため地域によって大きく異なる。世界的な頻度としてはADCA全体の6～10％と報告されている。高頻度な国としては南アフリカ（41％）、セルビア（34％）、イタリア（25％）、インド（22％）の報告がある。日本では全国的には2.2％と頻度は高くはない。しかし北海道（9.6％）、宮城県（24.8％）、山形県（34.1％）と他県に比べて高頻度な地域がある。

## 症状
発症年齢は4歳から74歳と大きなばらつきがある。30～40歳代の発症が多い。多くのポリグルタミン病と同様にCAGリピートの伸長と発症年齢と負の相関をもっている。SCA1では正常リピート数も発症年齢に影響をあたえるという報告がある。歩行障害などの小脳性運動失調で発症し、緩徐眼球運動、構音障害、痙性、腱反射亢進を主症状とし、嚥下障害、錐体外路障害、認知機能障害を呈する症例もある。Menzel型遺伝性脊髄小脳変性症と言われていたものの大半はSCA1、SCA2、SCA3のいずれかに含まれると考えられている。この3疾患は臨床症状に類似性があり区別するのは困難であるがSCA2やSCA3に比べて腱反射亢進や痙性が目立ち、腱反射低下する症例は少ない。CAGリピート伸長が高度な若年発症例は基底核症状、脳幹症状、筋萎縮がめだち、急速に進行し4～8年の短い罹患期間をとる。

## 画像検査
MRI所見についてまとまった報告はない。非遺伝性のMSA-Cと類似した小脳皮質と脳幹の萎縮が認められるが比較的軽度とされる。橋縦走線維の高信号はないか、あっても傍正中部の前後に延びた線状高信号のみとされている。画像診断でSCA1、SCA2、SCA3および軽症のMSA-Cの鑑別は困難という意見もある。しかしSCA2の方が小脳萎縮が強く、橋底部、橋被蓋、中小脳脚の萎縮も認められやすいという特徴もあり、SCA3では小脳皮質の萎縮は目立たたないという特徴がある。

## 遺伝子検査
ATXN1から翻訳されるataxin-1は792～825アミノ酸で構成される蛋白質である。N末端側の領域にポリグルタミン鎖が存在する。C末端には蛋白質相互作用にかかわるAHXドメイン、核移行シグナルが存在する。中枢神経系を含む広範囲の組織に発現しており神経細胞では核内に局在する。ポリグルタミン鎖の異常伸長はataxin-1の立体構造異常をきたし蓄積するとともに他の蛋白質との相互作用に異常をきたすと考えられている。ATXN1のCAGリピートの内にはCATの挿入配列が1～3個含まれることがある。この部分がCAGリピートの安定性に関与している。ATXN1の正常アレルはCAGリピートが35以下とされているがCAT挿入配列が存在すれば44以下まで正常アレルと考えられる。CAT挿入配列がない場合は36～38を変異性をもつ中間長と考え39以上は病的意義をもつと考えられている。異常リピート数は発症年齢、重症度と負の相関関係が認められる。世代を超える際に不安定にCAGリピートは増加し表現促進現象を示す。この現象は父親から子に受け継ぐ際に目立つ。

## 病理
主たる変性部位は小脳のプルキンエ細胞、歯状核、橋核、下オリーブ核と脊髄である。肉眼的には橋、小脳、下オリーブ核に萎縮を認め、歯状核、小脳皮質は著明な萎縮を認める。脊髄では頸膨大、前根に萎縮が目立つ。プルキンエ細胞、歯状核には著明な神経脱落も認め、下オリーブ核、橋核も著明に障害される。脊髄では前角、クラーク柱の神経細胞脱落が著明である。ユビキチン陽性、lC2抗体陽性の神経細胞核内封入体が中枢神経系広範に存在し、橋、中脳黒質に高頻度に認められる。